# Girl (canção de Destiny's Child)
"Girl" é um canção do girl group americano Destiny's Child, sendo co-escrito por Darkchild, Rick Rude, Angela Beyince, Sean Garrett, e 9th Wonder, que é o terceiro single do quarto álbum de estúdio do grupo, Destiny Fulfilled (2004), 9th Wonders!; co-produziu com as próprias integrantes do grupo Beyoncé Knowles e Kelly Rowland. O Sample é da canção "Ocean of Thoughts and Dreams", de The Dramatics, a canção de soul, foi escrita sobre um relacionamento abusivo que Rowland, passou durante o tempo de composição.
A canção recebeu principalmente críticas positivas de críticos de música, que elogiaram sua composição e conteúdo lírico. "Girl" teve um sucesso moderado nos EUA e na maioria dos países europeus em comparação com os outros singles do grupo; No pico de número 23, em na Billboard Hot 100 e foi certificado de ouro. Foi bem mais sucedido no Reino Unido, Irlanda, Nova Zelândia e na Austrália, onde atingiu o pico entre os dez primeiros nos singles de cada país. Um vídeo musical para a canção foi dirigido por Bryan Barber e retratou uma história inspirada em Sex and the City. A música foi cantada ao vivo pelo grupo em 2005, em três aparições televisionadas, como durante a turnê Destiny Fulfilled ... And Lovin' It. Em 2015, "Girl" foi incluída na The Girl Is Mine, pela dupla britânica 99 Souls.

## Antecedentes e lançamento

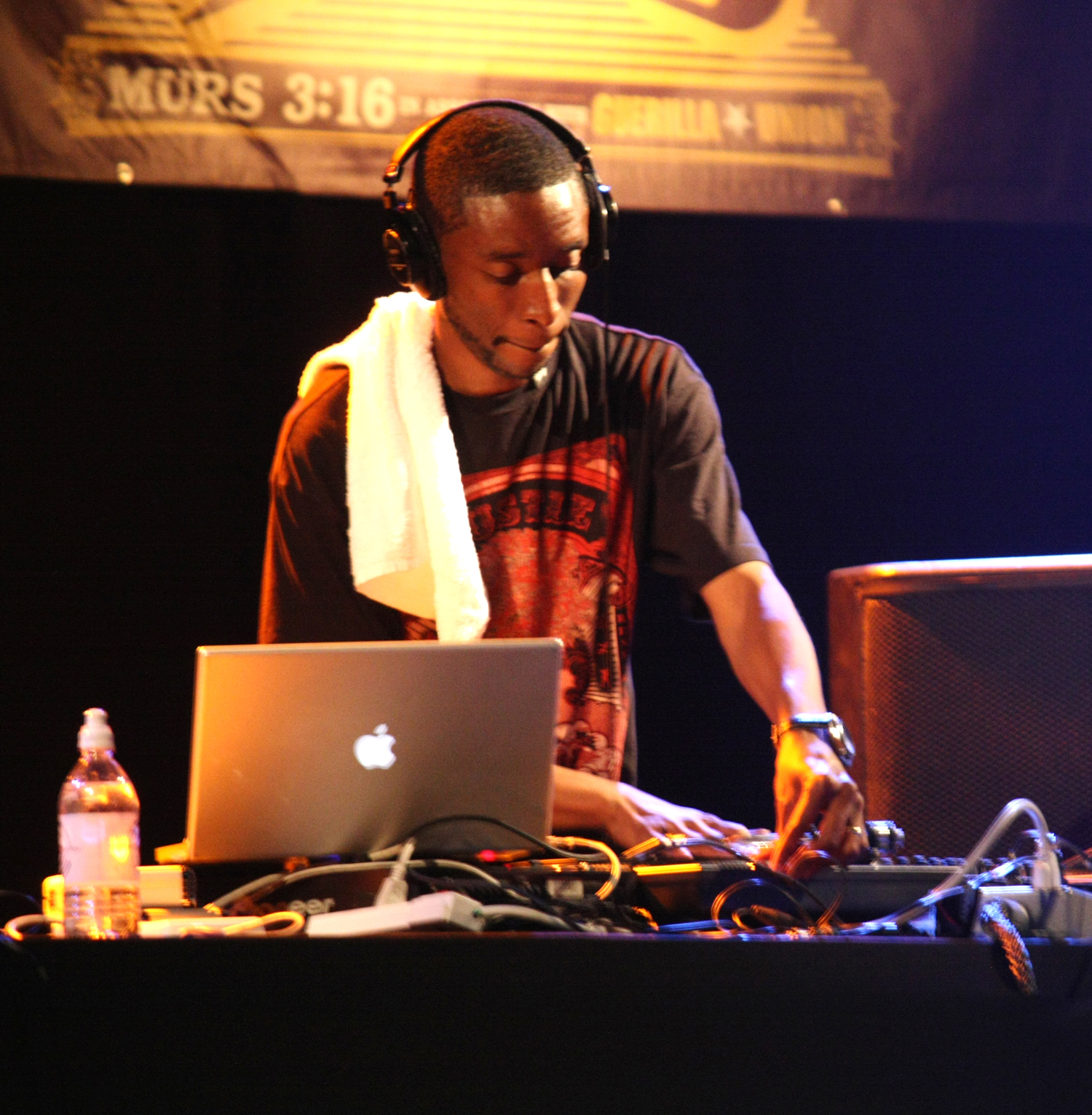
Patrick "9th Wonder" Douthit, foi um dos escritores e produtores de "Girl".

Em junho de 2013, Kelly Rowland, revelou durante uma entrevista com Hot 107.9 Morning Show que Beyoncé Knowles e Michelle Williams, escreveram "Girl" como um pedido para ela escapar de um relacionamento abusivo; O mesmo tema foi discutido em "Dirty Laundry" de Rowland (2013), e seus fãs foram os primeiros a "conectar os pontos" e descobrir a inspiração por trás de "Girl". Rowland elaborou: "Claro, que eu me sentia emocionada ao ouvir, "Girl!", As garotas [Beyonce e Michelle] [sic] escreveram para mim. O Destiny's Child é mais profundo do que as pessoas vêem por fora. Irmãs para a vida...Essas meninas que presa, uma com a outra."
O Produtor 9th Wonders!, inicialmente conheceu Beyoncé enquanto ela estava no estúdio de gravação com seu marido Jay-Z, enquanto ela estava gravando sua parte na canção "Threat" para o álbum do rapaz The Black Album, de 2003. Depois que Jay, passou pelo CD de faixas que 9th Wonder entregou a ele, Beyoncé mencionou que ela gostou do que ela ouviu dele. Vários meses depois, o 9º, recebeu um telefonema de Jay-Z pedindo-lhe para dar o CD de faixas para o trio do Destiny's Child. Ele ficou surpreso ao ser contatado por Jay sobre como trabalhar com o grupo, já que 9º confessou que nunca tinha ouvido um álbum do Destiny's Child. Mais tarde, viajou para Los Angeles, para trabalhar nas músicas com o trio para seu próximo álbum. Durante as sessões de três dias, ele produziu as músicas "Girl", "Is She The Reason" e "Game Over", todos as quais fizeram parte do set-list do álbum Destiny Fulfilled.
No início de 2005, uma pesquisa foi realizada no site oficial do Destiny's Child, pedindo aos fãs do grupo que escolhessem sua música favorita entre "Girl" e "Cater 2 U". Depois disso, "Girl" foi lançado como o próximo single de Destiny Fulfilled. Tornou-se o single final do grupo no mercado europeu de música. No Reino Unido e na Irlanda, dois singles de CD separados de "Girl", foram lançados em 25 de abril de 2005.  Na Alemanha, um single de vinil foi lançado em 2 de maio de 2005 e no dia seguinte também foi lançado nos EUA. Um CD single, consistindo na faixa do álbum e um Kardinal Beats Remix foi lançado em 16 de maio no país anterior. Um extended play (EP), consistindo em remixes de "Girl", foi lançado em 17 de maio de 2005. O mesmo dia um maxi single foi lançado na Alemanha, também composto por vários remixes de "Girl". "Girl" foi incluído nos álbuns de compilação do grupo #1's (2005) e Playlist: The Very Best of Destiny's Child (2012).

## Composição
"Girl" foi escrita por Beyoncé, Kelly Rowland e Michelle Williams, da banda Destiny's Child, além de Darkchild, Rick Rude, Angela Beyince, Sean Garrett e 9th Wonders!, com produção dirigida por Beyoncé, Rowland e 9th Wonder. "Girl" foi gravado por Jim Caruana em Sony Music Studios em Nova York, em 2004. A música foi misturada por Dave "Hard Drive", Pensado e dominado por Tom Coyne.  "Girl" tem o fundo da música "Ocean of Thoughts and Dreams", escrita por Don Davis e Eddie Robinson e interpretada pelo The Dramatics. De acordo com a música publicada no site Musicnotes.com pela Sony/ATV Music Publishing, "Girl" foi composta usando tempo comum na tecla de C♯ menor, com um ritmo moderado de 90 batidas por minuto. Os elementos vocais vão desde a nota baixa de E3, até a nota alta de C♯5. "Girl" foi conhecida por conter elementos de música soul, em sua composição. Eric Henderson do site Slant Magazine, descreveu a música como parecida com as do "Zhané-esque". Dimitri Ehrlich da revista Vibe, sentiu que a canção soava como um "Motown clássico com asteróides".
Liricamente, a canção fala sobre duas amigas que estão preocupadas com seu outra amiga, que nega seu relacionamento amoroso e tenta convencê-las de que nada está errado. Como as meninas sabem o que realmente está acontecendo, elas tentam confortá-la e fazê-la sair do parceiro, que a defrauda. Um escritor do The Times of India, encontrou um tema de ruptura na canção, dizendo ainda que em "Girl", os contratempos relacionais, jogam como conversa de três garotas, com mal amadas, tentando ajudar sua irmã a ver a verdade de "Uma má sintonia", em seu relacionamento. Ela abre com Beyoncé cantando as partes, "Tome um minuto garota, venha sentar-se/E nos-diga o que tem acontecido/Em seu rosto, eu posso ver a dor/Não tente nos-convencer, que está feliz."

## Recepção da critíca
Lynsey Hanley, escreveu para The Daily Telegraph, descreveu "Girl" como uma escolha óbvia para um single e saudou-o como "o hino feminista necessário de Beyoncé". Um crítico da revista Billboard, sentiu que a "transição pessoal da adolescência para a feminilidade", da banda era mais evidente em "Girl" do que em outras canções.. Eic Henderson, da revista Slant, sentiu que era um "bump-and-grinder liso ... quase afundado pelos arranjos vocais hyperbolic do grupo." O escritor de Vibe, Dimitri Enrlich, concluiu: "Destiny's Child ,se recusa a jogar seguro com fórmulas barátas", algo que ele descobriu em "Girl". Kitty Empire do The Observer, notou que a característica feminina da banda de solidariedade, "é expressa em 'Girl", em que elas pretendem ser suas melhores amigas". Ao rever o disco #1, Thomas Inskeep da Revista Stylus Magazine, descreveu a música como "adorável". Jess Harvell escrevendo para a Pitchfork Media, opinou: "Girl, foi um passeio sobre uma amostra de 9ª Wonder, produzida com tons dramáticos, através bros, antes de terras enxada, com café com leite espumoso, como o seu vídeo em "Sex & the City". Mike Wass do Idolator Deu uma revisão mais misturada para "Girl" descrevendo-o como "um pouco sexy".
Por ocasião do aniversário de 32 anos de Beyoncé, Erika Ramirez e Jason Lipshutz, da Billboard, incluíam "Girl" no número 30 da lista dos "30 maiores sucessos de Billboard" de Beyoncé. Eles comentaram que era um álbum de destaque e acrescentou: "[ele] será lembrado como um dos singles menores do Destiny's Child, mas sua melodia de soul, afinação perfeita e harmonias ... encapsulou a razão do trio R&B gelled, tão sem esforço". Em 2013, Lindsey Weber de Vulture, colocou "Girl", no número cinco na sua lista das 25 melhores músicas do Destiny's Child, elogiando-a, por dar um retrato preciso e "cativante" de mulheres preocupadas.

## Performance comercial
Nos EUA, "Girl" estreou no número 90 na Billboard Hot 100, na questão do gráfico da data de 2 de abril de 2005. Na semana seguinte, mudou para 71 e subiu gradualmente o gráfico em várias semanas. Estabeleceu um pico de 23, na edição da parada de 28 de maio de 2005 e passou um total de 19 semanas; Isto fêz de "Girl", o mais baixo que desempenho do grupo por lá, desde "Bug a Boo" (1999). "Girl", executou sua melhor posição na parada da hot 100, na Hot R&B/Hip-Hop Songs, onde alcançou o número dez, na semana que terminou em 4 junho de 2005. Tornou-se o terceiro single do disco Destiny Fulfilled, a entrar no top 10 da parada e no décimo primeiro top 10 do grupo. Em 2005, "Girl" foi a 57ª canção mais vendida no final do ano no Hot R&B/Hip-Hop Songs. O single atingiu o pico mais adicional no número 27 na parada das canções do PNF. Em 21 de outubro, "Girl" foi certificado de ouro pela Recording Industry Association of America, pelas vendas de 500 mil download digitais nos EUA.
"Girl" teve um sucesso moderado em toda a Europa. Conseguiu alcançar o pico nos números de 49 e 56 na parada de Singles Sueca e Austríaca, respectivamente, ficando duas semanas no primeiro e quatro semanas no último gráfico. Na Dinamarca, "Girl" atingiu o número 13 em sua única semana de gráficos em 10 de junho de 2005. Também atingiu o pico de número 12 na Itália, em 5 de maio de 2005, traçando apenas uma semana. Foi mais bem sucedido no Reino Unido e na Irlanda, depois de pegar airplay forte e videoplay nesses países. Ele estreou no número seis em 7 de maio de 2005 tornando-se o terceiro top dez do Destiny Fulfilled, naquele país. Começando a partir da semana seguinte, quando se mudou para uma posição de número oito, começou gradualmente descendo o gráfico de singles que também fez a sua posição inicial tornar-se o seu pico. No Irish Singles Chart, "Girl" estreou no número oito na semana que terminou em 28 de abril de 2005, que mais tarde se tornou a sua posição máxima.
O único sucesso alcançado em toda a Oceania foi Na Austrália, "Girl" estreou em sua posição máxima de número cinco no ARIA Singles Chart. Passou as três semanas seguintes consecutivas no top 10, da parada de singles e mais tarde marcou o número dez em sua sexta semana. A Australian Recording Industry Association (ARIA) premiou a "Girl" com uma certificação de ouro pelas mais de 35.000 cópias adquiridas nessa região. No New Zealand Singles Chart o single alcançou o número seis em sua segunda semana de gráficos em 16 de maio de 2005. Ele ainda passou cinco semanas no número nove e foi visto pela última vez no gráfico em 01 de agosto no número 38.

## Vídeoclipe

Williams, Rowland e Knowles em uma cena do vídeoclipe da música "Girl".

O vídeo de acompanhamento da música para "Girl" foi dirigido por Bryan Barber e lançado em meados de fevereiro, juntamente com o vídeo de "Cater 2 U". Foi inspirado em Sex and the City, contendo elementos e influências do sitcom em muitas cenas. O clipe está dividido em dois conjuntos diferentes: Destiny's Child, no apartamento de Beyoncé e o mesmo trio em um programa de televisão, fictício. Começa com Williams e Rowland, entrando no apartamento de Beyoncé enquanto escreve em seu laptop. Elas comem lanches e vinho, enquanto assistem a um show ficcional, denominado Sex and the City. Após os créditos iniciais, Beyoncé e Williams se encontram com Rowland na TV, para almoçar em um restaurante. Ao longo do vídeo, as cantoras, em casa respondem aos eventos do programa através de gestos e ações, enquanto na televisão, o diálogo da música coincide com suas conversas no restaurante. Beyoncé confronta Rowland, sobre seu comportamento, triste e suspeita de problemas com o namorado, mas ela finge choque e insiste que nada está errado; Entretanto, nem Williams nem Beyoncé estão convencidas. Os espectadores, podem ver que, em uma ocasião, seu namorado levou muito tempo para voltar para casa sem explicação e, quando ele finalmente chegou, Rowland jogou sua comida fora antes de correr para cima, o evitando.
Rowland admite alguns problemas, enquanto fazia desculpas para seu namorado, como sua agenda ocupada e seu próprio mau humor. Beyoncé, no entanto, lança os olhos para as finas desculpas, e garante Rowland que ela e Williams a amam e ela não precisa sofrer sozinha. Com isso, Rowland começa a chorar e rir ao mesmo tempo. Williams continua a contar-lhe sobre o dia em que ela confrontou seu namorado, quando ela o viu comprando de jóias para outra mulher. Durante o último minuto do vídeo, Rowland pode ser vista, parecer fria e irritada, quando o namorado volta para casa. Ele chega para abraça-la, mas ela se anima, balançando um par de algemas fuzzy. Ele sorri e começa a segui-la lá. Na cena seguinte, ele está nu, exceto por um par de boxers (em algumas versões, o traseiro está embaçado) e algemado na varanda. Com suas malas empacotadas e a chave de algemas na mão, ela sai - rindo alegremente deixando seu parceiro chocado e zangado. As meninas finalmente são vistas andando pelas ruas da cidade, de mãos dadas, como uma imagem da capa do álbum de Destiny Fulfilled, em um ônibus da cidade.
Rashaun Hall da MTV News, comparou o papel de Beyoncé ao retrato de Sarah Jessica Parker, de Carrie Bradshaw, em Sex and the City, devido aos calçados projetados por Manolo Blahnik, que ela usava no vídeo. Erika Ramirez e Jason Lipshutz, da Billboard descreveu-o como "adorável". Mike Wass do site Idolator sentiu que o clipe era "duvidoso". Lindsay Weber, escreveu em nome do blog Vulture, que era uma "jogada de queijo" em Sex and the City. O Thomas Inskeep da revista Stylus, opinou que a música em si foi "melhorada por seu sexo e a homenagem da Cidade de um vídeo". O vídeo da música é caracterizado no DVD do bônus da edição de Destiny Fulfilled Tour, assim como na versão japonesa do DVD Destiny's Child: Live em Atlanta. Em 2013 foi incluído no álbum Destiny's Child Video Anthology, que continha vários dos vídeos de musicais que o grupo tinha lançado durante toda sua carreira.

## Performances ao vivo
As Destiny's Child, cantaram "Girl", durante o show britânica do Top of the Pops, em 29 de abril de 2005. Mais tarde apareceram no "CD:UK", onde cantaram a canção. Em 2 de julho de 2005, "Girl" foi parte do set list, durante o concerto Live 8, na Filadélfia, como a música final. Gil Kaufman, que é reporter da MTV News, observou: "As damas da platéia cantaram seus corações durante ..."Girl". O trio deu uma reprise ao vivo da canção novamente no Today show, em 29 de julho de 2005 como Parte do "Toyota Concert Series on Today". No início da performance, Beyoncé anunciou que a banda escreveu a canção "para todas as namoradas lá fora" e depois "I'll Take You There" (1972) foi cantada no final.
Em 2005, "Girl" foi parte do set list da turnê final do grupo Destiny Fulfilled ... And Lovin' It. A performance foi precedida por um interlúdio de vídeo, durante o qual Beyoncé, Williams e Rowland, apareceram na tela do palco. As duas primeiras, começaram a discutir sobre a relação dessa última, que também se juntou a elas, depois de ouvir suas opiniões. Suas discussões foram semelhantes ao conteúdo lírico da música com os dois tentando convencê-la de que o relacionamento é errado e a última, defendendo seu interesse amoroso. Depois do interlúdio terminar, o grupo apareceu no palco interpretando "Girl", misturando-a com "I'll Take You There". Ao analisar um concerto no Reino Unido, Adenike Adenitire da MTV News, elogiou o desempenho, concluindo que "Elas pediram emprestado o tema de "Sex and the City", para o vídeo de Girl, mas elas se inclinam mais para "Girlfriends", quando levá-lo na estrada, Com um momento da comédia da luz, que pode ver excessos de tevê no clipe, pois já se pensam seriamente sobre uma sitcom do Destiny's Child. "Em contraste, Barbara Ellen de The Observer, criticou o segmento enquanto "Girl", foi executada, escrevendo "... nenhuma quantidade de 'Girlpower', pode disfarçar o fato de as músicas estarem molhadas, com o saco de papel fraco, dando a impressão de três jovens mulheres entediadas, cochilando em uma festa de pijama, choramingando em suas defraudações, sobre homens que "os fizeram mal" Ou os homens que "fizeram outra pessoa errada", ou apenas homens que fazem o período errado,." A canção foi incluída na lista da trilha do álbum vivo do grupo Destiny's Child: Live in Atlanta (2006), em um concerto da excursão Naquela cidade.
Em 2015, "Girl" foi cantada juntamente com a dupla Brandy e Monica "The Boy Is Mine" (1998), em 99 Souls "The Girl Is Mine". A faixa foi lançada como um single no final de 2015 e conseguiu o pico de número cinco no Reino Unido e o top quarenta em outros países europeus.

## Faixas e formatos
| Single australiano / europeu 1. "Girl" (versão de rádio) – 3:45 2. "Girl" (Junior Vasquez Club Dub) – 8:55 3. "Girl" (JS Club Mix) – 6:42 4. "Girl" (The Freshman Remix) – 3:18 5. "Got's My Own" – 3:58 EP de singles remixes 1. "Girl" (versão de single) – 3:40 2. "Girl" (Maurice Joshua "U Go Girl" Remix) – 6:04 3. "Girl" (Versão Instrumental) – 3:40 4. "Girl" (Junior Vasquez Club Dub) – 8:53 5. "Girl" (JS Club Mix) – 6:40 | CD single 1 Reino Unido / Irlanda / Europa 1. "Girl" (edição de rádio) – 3:40 2. "Girl" (Kardinal Beats Remix) – 3:02 CD single 2 Reino Unido / Irlanda 1. "Girl" (edição de rádio) – 3:40 2. "Girl" (JS Club Mix) – 6:05 3. "Got's My Own" – 3:59 |

## Desempenho nas tabelas musicais
| Chart (2005)                                   | Maior posição |
| ---------------------------------------------- | ------------- |
| O campo songid é OBRIGATÓRIO PARA PARADA ALEMÃ | 38            |
| Austrália (ARIA)                               | 5             |
| Áustria (Ö3 Austria Top 75)                    | 56            |
| Bélgica (Ultratop 50 de Flandres)              | 26            |
| Bélgica (Ultratop 50 da Valônia)               | 36            |
| Canadá (Canadian Hot 100)                      | 12            |
| Dinamarca (Hitlisten)                          | 13            |
| Estados Unidos (Billboard Hot 100)             | 23            |
| Estados Unidos (Billboard R&B/Hip-Hop Songs)   | 10            |
| Estados Unidos (Billboard Mainstream Top 40)   | 27            |
| Irlanda (IRMA)                                 | 8             |
| Itália (FIMI)                                  | 12            |
| Nova Zelândia (Recorded Music NZ)              | 6             |
| Países Baixos (Single Top 100)                 | 22            |
| Reino Unido (Official Charts Company)          | 6             |
| Romênia (Top 100)                              | 23            |
| Suécia (Sverigetopplistan)                     | 49            |
| Suíça (Schweizer Hitparade)                    | 26            |

| Chart (2005)                              | Posição |
| ----------------------------------------- | ------- |
| Austrália (Australian Singles Chart)      | 53      |
| Estados Unidos (Hot R&B/Hip-Hop Songs)    | 57      |
| Nova Zelândia (New Zealand Singles Chart) | 49      |
| Reino Unido (UK Singles Chart)            | 97      |